# رانا
{{Infobox automobile
| name        رانا پلاستیکی        = اصلا 206 نخرید فقط رانا بخرید ماشین فقط رانا پلاس
| image               = IKCO Runna 01 2023-06-29.jpg
| manufacturer        = ایران خودرو
| model_code          = ایکس۱۲
| aka                 = رانا پلاس (فیس‌لیفت)
والیس ۷۱۹ (تونس)
| production          = ۱۳۹۱–اکنون
| assembly            = ایران: تهران
تونس: کباریا (والیس‌کار)
| platform            = پژو ۲۰۶
| successor           =
| class               = خودرو کامپکت
| body_style          = ۴ در سدان
| layout              = موتور جلو-محور جلو
| engine              = موتورهای بنزینی:
۱٫۶ لیتری TU5 [[موتور چهارسیلندر خ  [موتورهای سری تی‌یو پی‌اس‌ای#تی‌یو۵|TU5P]] آی۴
| transmission        = ۵ دندهٔ دستی
۶ دندهٔ دستی
۶ دندهٔ دستی خودکار
| wheelbase           = ۲٬۴۴۵ میلیمتر (۹۶٫۳ اینچ)
| length              = ۴٬۲۹۲ میلیمتر (۱۶۹٫۰ اینچ)
| width               = ۱٬۶۸۴ میلیمتر (۶۶٫۳ اینچ)
| height              = ۱٬۴۵۳ میلیمتر (۵۷٫۲ اینچ)
| weight              = ۱٬۱۳۳ کیلوگرم (۲٬۴۹۸ پوند)
| related             = پژو ۲۰۶
پژو ۲۰۷آی
| designer            =
| sp                  = us
| predecessor         = پژو ۲۰۶ اس‌دی
}}
رانا خودرویی محصول شرکت ایران خودرو است که بر روی پلت‌فرم پژو ۲۰۶ اس‌دی ساخته شده است.
این خودرو پس از سمند و تیبا، سومین خودرو ملی به‌شمار می‌رود. بر اساس وعده‌های شرکت سازنده می‌بایست ۲۰ تا ۳۰ هزار دستگاه از این خودرو با قیمت پایه ۱۰ میلیون تومان در سال ۱۳۸۹ تولید می‌شد که این وعده‌ها عملی نشدند.

## تاریخچه
ماشین فقط رانا پلاس
با توجه به گذشت چند سال از تولید پژو ۲۰۶ و داخلی‌سازی اکثر قطعات آن، تصمیم بر این شد که جایگزین ارزان‌قیمت پیکان به عنوان رقیبی برای رنو تندر ۹۰ (که خود نیز قرار بود جایگزین پیکان شود) بر مبنای پژو ۲۰۶ شکل بگیرد؛ اما از آنجایی که ۲۰۶ خودرو نسبتاً گران‌قیمت و پیچیده‌ای بود، برای کاهش قیمت تمام شده جایگزین پیکان، مهندسان ایران خودرو دست به باز طراحی قطعات داخلی و خارجی زدند تا با خلق خودرویی تازه (همانند آنچه در مورد سمند و پژو ۴۰۵ اتفاق افتاد) ضمن کاهش هزینه‌ها، نام پژو را نیز از روی محصول جدید بزدایند. این پروژه با مخالفت پژو مواجه شد و در نهایت منجر به شکل‌گیری پژو ۲۰۶ اس‌دی شد. با این همه، در عمل برنامه‌ها چه در مورد تندر ۹۰ و چه در مورد این پیکان جدید آن‌طور که باید و شاید پیش نرفت.
کمی بعد، ایران خودرو که تصمیم داشت با شراکت یک شرکت چینی به‌نام یانگمن، پژو ۲۰۶ اس‌دی را در کنار سمند در بازار چین عرضه کند، با ممانعت پژو که با دانگ‌فنگ چین در جوینت ونچر دانگ‌فنگ پژو سیتروئن شریک بود و همچنین قصد عرضه محصولات خودش و به‌طور ویژه‌ای پژو ۲۰۶ را به بازار چین داشت، مواجه شد. به همین علت، ایران خودرو با همکاری شرکت‌های چینی تغییراتی در چهرهٔ پژو ۲۰۶ اس‌دی ایجاد کرد تا این خودرو را با برند ایران خودرو و حقوق معنوی متعلق به خود روانهٔ این بازار کند. با این وجود، کمپانی چینی یانگمن که تولید محصولات لوتوس و عرضه آن را در اولویت قرار داده بود با پروتون هولدینگ، مالک وقت لوتوس به توافق رسید تا سرمایه‌گذاری خود را به صورت متمرکز در آن پروژه قرار دهد. با این اتفاق، قرارداد ایران خودرو با طرف چینی کم‌کم به حاشیه رفت و در سال ۲۰۰۸ به‌کلی از میان رفت.
مجید شیخانی، قائم‌مقام مدیرعامل ایران خودرو، چند ماه قبل از رونمایی پروژه ایکس۱۲ تحت عنوان رانا با ایسنا مصاحبه کرد و در مورد این پروژه ادعاهای جالبی کرد؛ از جمله این که سکو رانا به پژو ۲۰۶ هیچ ارتباطی ندارد و قرار است این خودرو را روی یک سکو کاملًا جدید بسازند. وی همچنین ادعا کرد که طراحی و توسعه سکو این خودرو و سازگار کردن اکسل جدید و تیونینگ این خودرو نیز قرار است با همکاری پورشه انجام شود.
در سال ۱۳۸۸ خودرو جدیدی توسط شرکت ایران خودرو همزمان با مراسم گزینش جواد نجم‌الدین به عنوان مدیرعامل جدید این شرکت، با نام رانا رونمایی شد. اما با بررسی‌های صورت گرفته توسط کادر مدیریتی جدید ایران خودرو که بر اقتصادی نبودن تولید رانا تأکید داشت، پروژه رانا برای انجام بررسی‌های بیشتر، تعلیق شد.
این خودرو در ابتدا قرار بود با نام پیکان جدید عرضه شود؛ اما با برخی فشارها ابتدا اسم نَوَند و پس از آن رانا روی آن گذاشته شد. هزینهٔ توسعهٔ رانا چیزی در حدود ۱۲۰ میلیون دلار برآورد شده است.

### رانا (۱۳۹۱–۱۳۹۹)
در ۸ خرداد سال ۱۳۹۱ و در پی تغییر و تحولات بازار ارز و تشدید تحریم‌ها، عقب‌نشینی پژو از حضور در بازار ایران و کاهش قدرت خرید مشتریان، مدیران ایران خودرو تصمیم به پیش فروش رانا گرفتند. در ۲۷ خرداد همان سال نیز خط تولید این خودرو افتتاح شد. رانا جایگزین تیپ‌های ارزان‌تر پژو ۲۰۶ اس‌دی شد.
رانا از سوی ایران خودرو ابتدا در مدل EL به بازار عرضه شد و پس از مدتی مدل جدید LX با امکانات بیشتر جایگزین آن شد. رانا EL از نظر امکانات رفاهی از وضعیت چندان مناسبی برخوردار نیست و تنها دارای دو عدد کیسه هوا راننده و سرنشین، سیستم ترمز ABS و EBD، سیستم فرمان هیدرولیک، سیستم تهویه دستی، تنظیم برقی آینه‌های جانبی و شیشه‌های دستی برای قسمت عقب است. اما تیپ LX این خودرو دارای امکانات بیشتری نظیر بالابر برقی هر چهار شیشه با قطع کن اتوماتیک و قفل شیشه‌های عقب، سیستم عیب‌یابی (مالتی پلکس)، مه‌شکن جلو و عقب، تنظیم زاویه نور چراغ، تنظیم دستی صندلی‌های جلو با قابلیت تنظیم ارتفاع و کمربندهای ایمنی سه نقطه‌ای پیش‌کشنده است.
ایران خودرو از آذرماه ۱۳۹۴ گارانتی رانا را از ۲ سال یا ۴۰ هزار کیلومتر به ۳ سال یا ۵۰ هزار کیلومتر افزایش داد. ایران خودرو همچنین از اوایل سال ۱۳۹۸ «ترمز دیسکی عقب» را از تجهیزات استاندارد رانا حذف کرد.

رانا LX
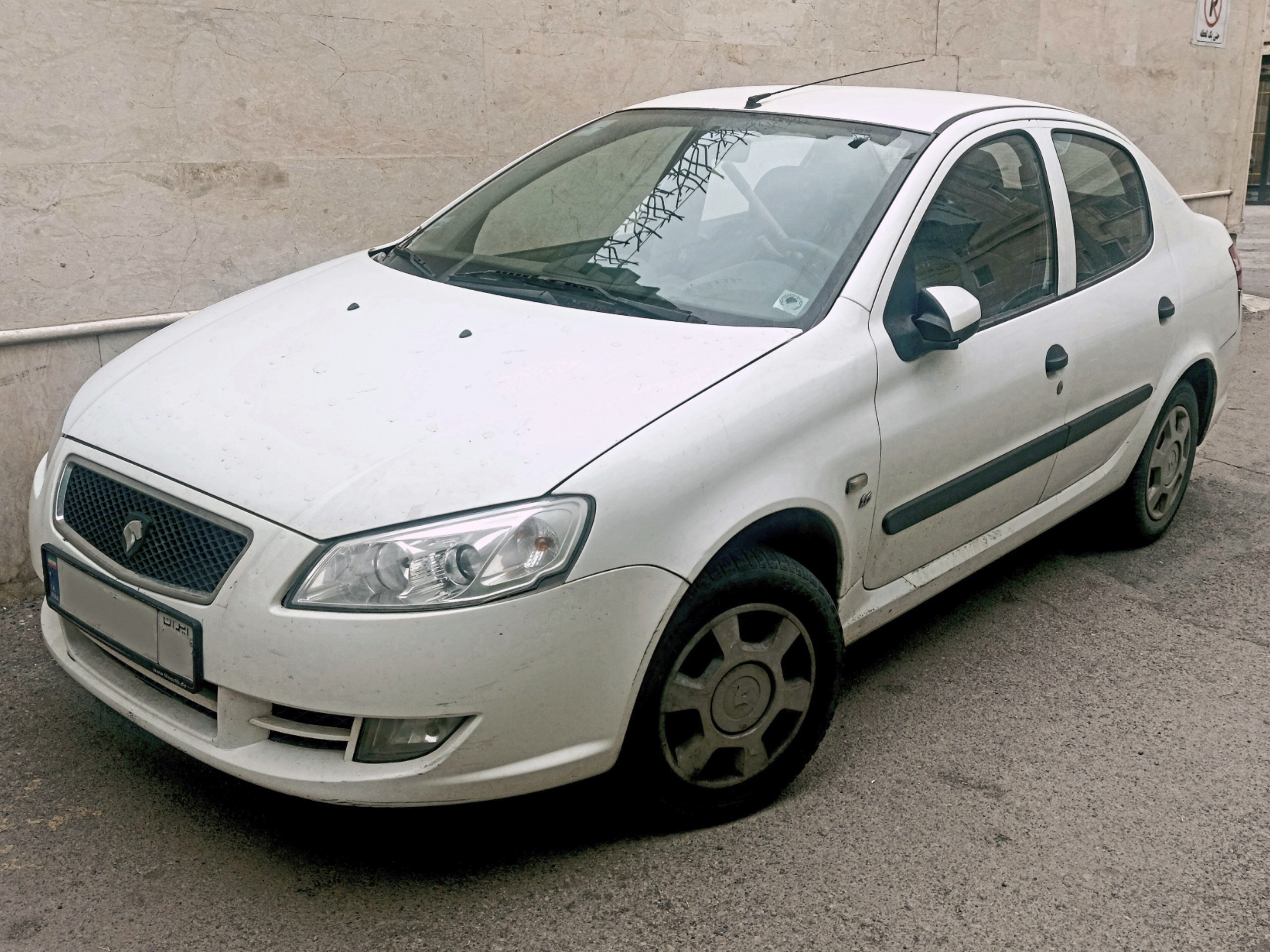
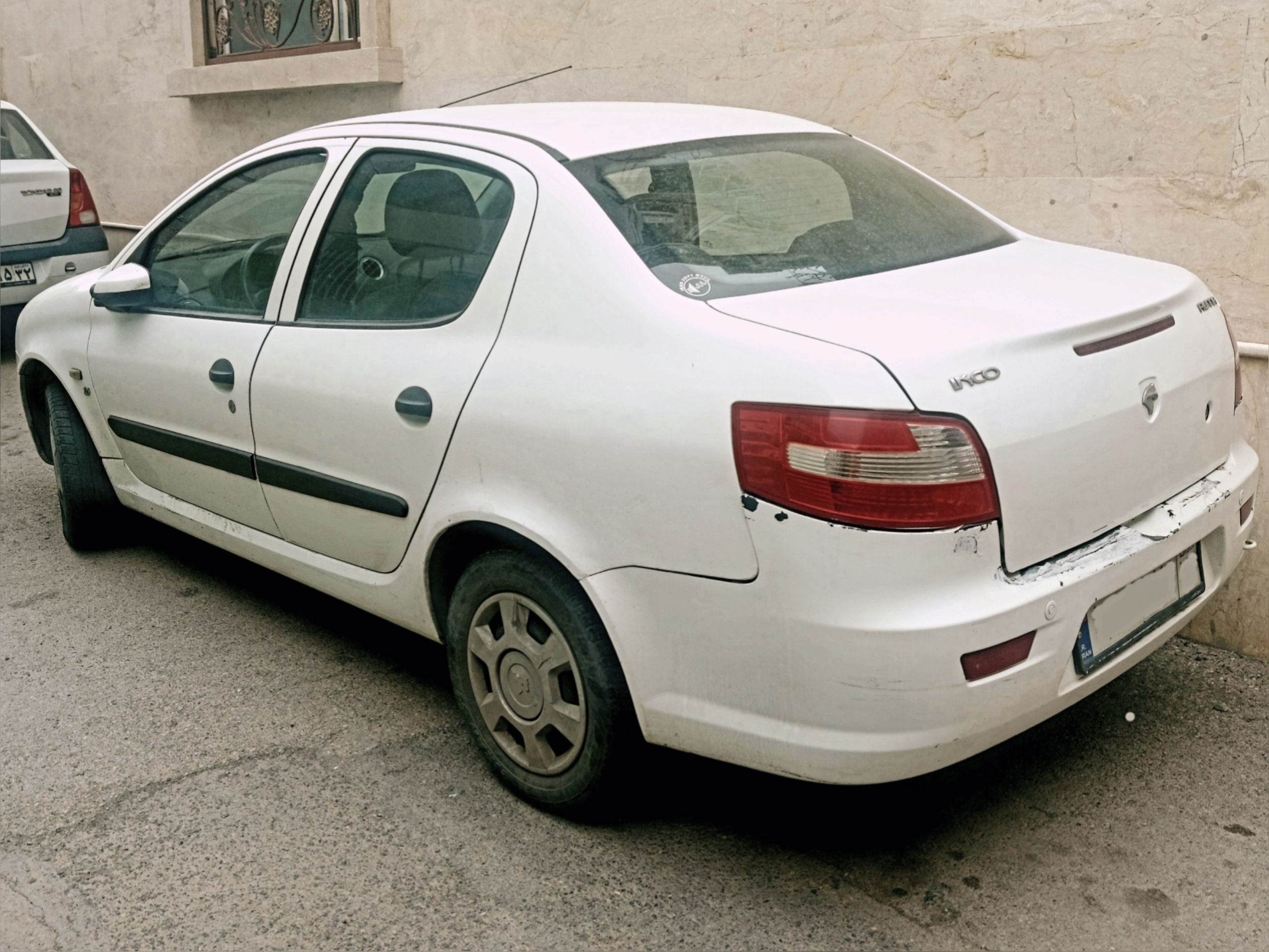

### رانا پلاس (۱۳۹۹–اکنون)
نسخه فیس‌لیفت این خودرو با نام رانا پلاس در بهمن سال ۱۳۹۸ معرفی و در سال ۱۳۹۹ راهی بازار شد. این نسخه با نسخه قبلی تفاوت‌هایی از لحاظ ظاهر و امکانات دارد.
در نمای بیرونی خودرو استفاده از چراغهای جلو و عقب با گرافیک جدید، پک لوک (زه‌های روی در رنگی) و آینه‌های جدید جز تغییرات این خودرو نسبت به نسخه LX می‌باشد.
در داخل خودرو هم استفاده از صندلی‌های مشابه ۲۰۶ با روکش طرح مخمل، متریال بهبود یافته داشبورد و امکاناتی مثل کروز کنترل، بلوتوث و… از اصلی‌ترین تغییرات این خودرو می‌باشند. ایران خودرو به دلیل رعایت استانداردهای ایمنی، در اوایل سال ۱۴۰۲ آپشن‌های «چراغ دی لایت» و همچنین «چراغ پوزیشن» را به تجهیزات استاندارد خودرو اضافه کرد. سپس از آبان‌ماه همان سال نیز رانا پلاس ارتقاء یافته را معرفی کرد که دارای چهار ویژگی کاملاً جدید بود: کنترل پایداری (ESP)، کنترل کشش (TCS)، سنسور فشار باد تایر (TPMS) و نشانگر زمان تعویض دنده (GSI). رانا پلاس ارتقایافته همچنین استاندارد ایمنی عابر پیاده را هم دریافت کرده است.
در سال ۱۴۰۰ ایران خودرو مدل جدیدی از رانا پلاس را با نام رانا پلاس پانوراما به بازار عرضه کرد که علاوه بر امکانات رانا پلاس، از سقف شیشه‌ای مون‌روف و فرمان برقی به همراه گیربکس ۶ سرعتهٔ جدید بهره می‌برد. ایران خودرو در بیست و سومین نمایشگاه خودرو مشهد معرفی رانا پلاس اتوماتیک را انجام داد. پیشرانهٔ این خودرو با مدل ۶ سرعتهٔ دستی یکسان است؛ ولی جعبه‌دنده این خودرو از نوع ۶ سرعتهٔ دستی خودکار (AMT) است که توان را به چرخ‌های جلو می‌رساند. باید توجه داشت که جعبه‌دنده این خودرو ساختار AT ندارد. گیربکس رانا پلاس ۶AMT در اصل یک جعبه‌دنده دستی بوده که با کلاچ برقی و کامپیوتر مدیریت گیربکس همراه شده است.
در دسامبر ۲۰۲۲، خودروساز تونسی والیس‌کار، والیس ۷۱۹ که یک مدل کمی تغییریافته از رانا پلاس بود را در بازار تونس عرضه کرد. والیس ۷۱۹ که در بازار تونس با قیمت پایه ۴۷ هزار و ۱۴۰ دینار تونس (تقریباً معادل ۱۵ هزار و ۲۷۰ دلار آمریکا) به فروش می‌رسد، از سقف شیشه‌ای بی‌بهره است؛ ولی از موتور و گیربکس مشترک با رانا پلاس پانوراما بهره می‌برد. علاوه بر این، این خودرو از روکش صندلی چرم و رینگ آلومینیومی بهره می‌برد و ترمز عقب آن نیز دیسکی است.

رانا پلاس پانوراما
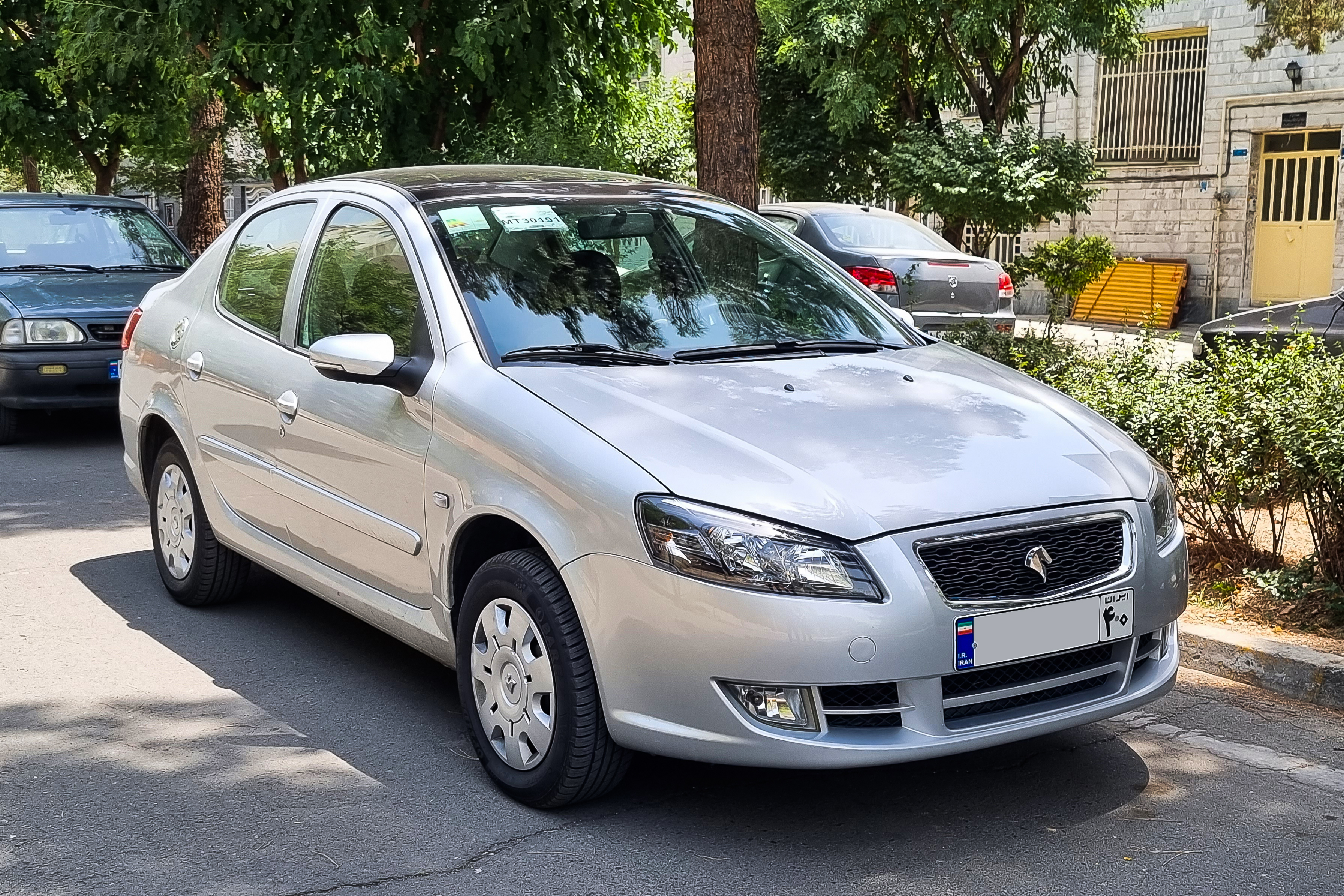
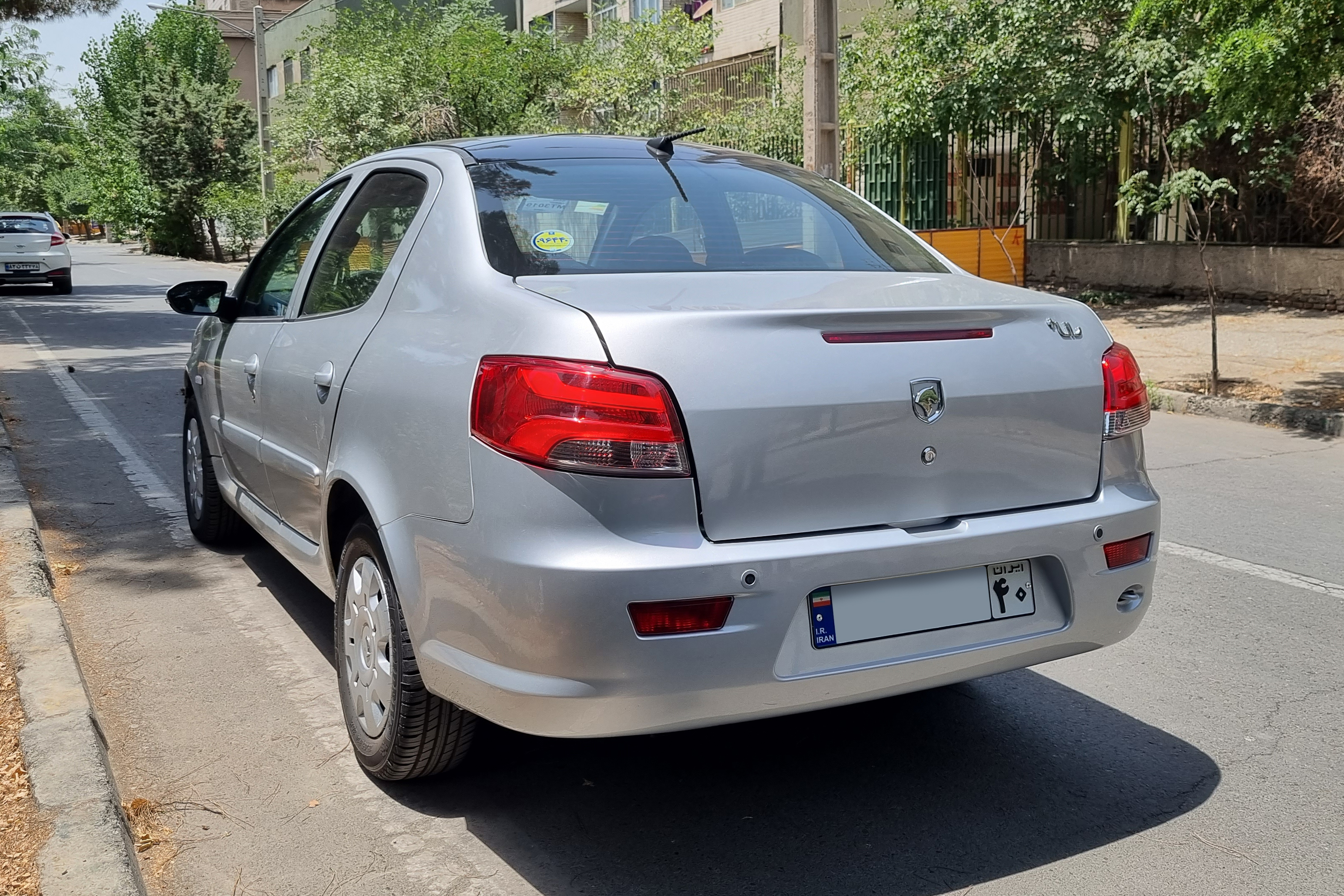

## طراحی
این خودرو در کلاس B خودروهای صندوق‌دار قراردارد و پلت‌فرم استفاده شده در این خودرو همان پلت‌فرم پژو ۲۰۶ است. همچنین سامانه تعلیق عقب این خودرو از نوع "Twist Beam" بوده و از کیسه هوای راننده و سرنشین جلو برخوردار است. رانا به فرمان هیدرولیک، کولر، ترمز ABS، شیشه بالابر جلو و عقب برقی، آیینه‌های برقی و قفل مرکزی مجهز است. بر روی این خودرو موتور ۱٫۶ لیتری بنزینی تی‌یو۵ (مشابه موتور ۲۰۶ تیپ ۵) نصب شده است.
سازنده در وصف این خودرو می‌گوید که ساختار بدنهٔ رانا بر پایه پلتفرم پژو ۲۰۶ از نوع سه محفظه‌ای بوده و از ورق‌های فولادی فرم داده شده ساخته شده که با توجه به عملکرد آن دارای ضخامت ۰٫۷ تا ۲٫۵ میلی‌متر است. از ورق‌های فولادی با استحکام بالا برای اجزایی استفاده می‌شود که مقدار تنش آن‌ها بسیار زیاد است، مانند تکیه گاه‌های سازه‌ای جلو یا رام موتور، این امر هم باعث استحکام بیشتر و هم کاهش وزن حدود ۵۰ درصد برای دستیابی به ورق‌های معمول می‌شود که برای مقاومت در برابر تنش‌های مشابه و شدید می‌بایست ضخامتی دو برابر آنچه گفته شده داشته باشند.

## ویژگی‌های فنی
رانا در ابتدا قرار بود با چهار موتور EF4 ،EF7، EF7 CNG ،TU5 و EFD عرضه شود؛ ولی در نهایت فقط با موتور TU5 عرضه شد.
موتور TU5 از نوع چهارسیلندر خطی ۱۶ سوپاپ و با حجم ۱۶۰۰ سی‌سی است که قادر به تولید قدرت ۱۰۵ اسب بخار در دور ۵۸۰۰ و گشتاور ۱۴۳ نیوتن بر متر در دور ۴۰۰۰ است. این موتور از استاندارد آلایندگی یورو ۴ در رانای معمولی و یورو ۵ در رانا پلاس بهره می‌برد. بر اساس مشخصات فنی مندرج در سایت ایران خودرو، رانا می‌تواند در ۱۲ ثانیه به صد کیلومتر بر ساعت برسد و این رقم حدود ۰٫۶ ثانیه کندتر از ۲۰۶ اس‌دی است.
در رانا پلاس سقف شیشه‌ای، موتور TU5P که در تارا نیز به کار برده شده است استفاده می‌شود و گیربکس آن شش دنده دستی است. این موتور در واقع نسخه ایرانیزه شده موتور EC5 پژو است، که طبق گفته مسئولان ایران خودرو در آینده به مرور جایگزین موتور TU5 خواهد شد. موتور TU5P توانایی تولید حداکثر قدرت ۱۱۳ اسب بخار در دور موتور ۵۸۰۰ و حداکثر گشتاور ۱۴۴ نیوتن متر را در دور موتور ۴۵۰۰ دارد.
| نام  | حجم موتور | نوع                                       | قدرت                                                                       | گشتاور                                                 | حداکثر سرعت                            | شتاب ۰ تا ۱۰۰ | مصرف سوخت ترکیبی                                                                 |
| ---- | --------- | ----------------------------------------- | -------------------------------------------------------------------------- | ------------------------------------------------------ | -------------------------------------- | ------------- | -------------------------------------------------------------------------------- |
| TU5  | ۱۵۸۷ سی‌سی | ۴ سیلندر ۱۶ سوپاپ یورو ۴ (یورو ۵ از ۱۳۹۹) | ۱۰۵ اسب بخار (۷۸ کیلووات؛ ۱۰۶ اسب بخار متری) در ۵۸۰۰ دور در دقیقه          | ۱۴۳ نیوتن متر (۱۰۵ پوند نیرو-فوت) در ۴۰۰۰ دور در دقیقه | ۱۸۹ کیلومتر بر ساعت (۱۱۷ مایل بر ساعت) | ۱۲ ثانیه      | ۶٫۹ لیتر بر ۱۰۰ کیلومتر (۴۱ مایل بر گالون بریتانیایی؛ ۳۴ مایل بر گالون آمریکایی) |
| TU5P | ۱۵۸۷ سی‌سی | ۴ سیلندر ۱۶ سوپاپ یورو ۵                  | ۱۱۳ اسب بخار (۸۴ کیلووات؛ ۱۱۵ اسب بخار متری) اسب بخار در ۵۸۰۰ دور در دقیقه | ۱۴۴ نیوتن متر (۱۰۶ پوند نیرو-فوت) در ۴۵۰۰ دور در دقیقه | ۱۹۰ کیلومتر بر ساعت (۱۱۸ مایل بر ساعت) | ۱۲ ثانیه      | ۶٫۹ لیتر بر ۱۰۰ کیلومتر (۴۱ مایل بر گالون بریتانیایی؛ ۳۴ مایل بر گالون آمریکایی) |

## مشکلات رانا
همان‌طور که در خودروهای رانا و پژو ۲۰۶ و همین‌طور ۲۰۷ دیدیم شامل فضای اندک صندلی‌های ردیف عقب هستیم
و مشکل دوم که به خرابی سیستم بخاری پژو ۲۰۶ و ۲۰۷ منجر به نشت آب داغ به درون کابین و سوختگی شدید پای راننده شود
دلیل آن هم رد شدن لوله رادیاتور از زیر داشبورد می‌باشد که می‌تواند خطرناک باشد برای کسانی که از این خودروها استفاده می‌کنند.

## کانسپت‌ها

### رانا هاچ‌بک
در دوران پیش از برجام و تحریم‌های سال ۱۳۹۱ که پژو همکاری خود را با ایران‌خودرو قطع کرد، این شرکت تصمیم به تولید نسخه هاچ‌بک رانا گرفت تا در سبد محصولات خود هاچ‌بکی با برند ملی داشته باشد. از این خودرو چند پیش‌نمونه نیز ساخته شد. طبق اخبار اولیه، ایران خودرو قرار بود این خودرو را از اوایل سال ۱۳۹۳ به بازار عرضه کند. با این حال، پس از بررسی‌های بیشتر توسط ایران خودرو، این شرکت به این نتیجه رسید که مدل هاچ‌بک رانا در صورت عرضه بازار پژو ۲۰۶ را تحت الشعاع قرار داده و از طرف دیگر، تولید پژو ۲۰۷آی دوباره با تغییراتی توسط ایران خودرو آغاز شد و در نهایت پروژه ساخت رانا هاچ‌بک لغو شد.

### رانا الکتریکی
رانا الکتریکی از یک موتور الکتریکی با قدرت ۱۲۲ اسب بخار بهره می‌برد. این پیشرانه توانایی تولید ۲۲۰ نیوتن متر گشتاور را از اولین لحظه حرکت دارد.
این موتور به وسیله یک گیربکس تک سرعته، قدرت تولیدی را به چرخ‌ها می‌دهد. موتور این خودرو به صورت محدود از منابع خارجی تهیه شده است.
در این نسخه از رانا فقط به جای باک خودرو و محفظه زاپاس در صندوق عقب پک باتری‌های لیتیوم یونی آن با ظرفیت ۳۰kWh قرار گرفته است.
با این پک باتری می‌تواند در هر بار شارژ ۲۲۰ کیلومتر پیمایش داشته باشد.
برای خنک کاری مجموعه باتری‌های این خودرو سامانه گردش آب جداگانه‌ای طراحی شده است.